# Baisesaurus
Baisesaurus robustus — викопний вид іхтіозавроподібних плазунів, що існував у ранньому тріасі (250 млн років тому). Скам'янілі рештки плазуна знайдені у відкладеннях формації Луолоу у провінції Гуансі в Китаї.

## Скам'янілості
Голотип Baisesaurus, CUGW VH107, був виявлений 2018 року в шарі формації Луолоу в басейні Наньпанджян побіля містечка Чжебао, округ Лунлін, повіт Байсе, провінція Гуансі, Китай. Зразок складається з різноманітних ребер, гастралій, елемента кінцівки (ймовірно, променевої кістки), 12 центрів хребців і семи нервових дуг.

## Назва
Назва роду Baisesaurus вказує на типове місцезнаходження — район Байсе. Видова назва robustus означає «міцний».

## Опис
Довжина Baisesaurus , ймовірно, була щонайменше 3 метри. Він був більше схожий на Utatsusaurus, ніж на будь-якого іншого іхтіозавроморфа, з подібними розмірами та анатомічними рисами. На основі споріднених тварин можна зробити висновок, що Baisesaurus був сильним плавцем з довгими, компактними кістками передніх кінцівок.

## Класифікація
Baisesaurus, ймовірно, є базальним представником клади Ichthyosauromorpha. Автори таксона пояснюють, що вид може належати до підкласу Ichthyopterygia, однак така класифікація є досить умовною. [1]